# ماتياس براندت
ماتياس براندت (بالألمانية: Matthias Brandt)‏ هو ممثل ألماني، ولد في 7 أكتوبر 1961 ببرلين في ألمانيا. وهو ابن ويلي براندت، مستشار ألمانيا الغربية.

## وصلات خارجية
- ماتياس براندت على موقع IMDb (الإنجليزية)
- ماتياس براندت على موقع روتن توميتوز (الإنجليزية)
- ماتياس براندت على موقع مونزينجر (الألمانية)
- ماتياس براندت على موقع ألو سيني (الفرنسية)
- ماتياس براندت على موقع ميوزك برينز (الإنجليزية)
- ماتياس براندت على موقع أول موفي (الإنجليزية)
- ماتياس براندت على موقع قاعدة بيانات الأفلام السويدية (السويدية)
- ماتياس براندت على موقع ديسكوغز (الإنجليزية)
- ماتياس براندت على موقع قاعدة بيانات الفيلم (الإنجليزية)
- ماتياس براندت على موقع كينوبويسك (الروسية)